# 中村敏子 (政治学者)
中村 敏子（なかむら としこ、1952年 - ）は、日本の政治学者。法学博士（北海道大学）。北海学園大学名誉教授。北海道における福澤諭吉研究の第一人者。栃木県宇都宮市出身。夫は政治学者で北海道大学名簿教授の中村研一。

## 略歴
- 1975年 - 東京大学法学部卒業。東京都庁職員（～1978年）。
- 1988年 - 北海道大学大学院法学研究科博士課程修了。同法学部助手。
- 1994年 - 北海学園大学教養部助教授。
- 1996年 - 北海学園大学教養部教授。
- 1998年 - 北海学園大学法学部教授・同大学院法学研究科教授。
- 2018年 - 北海学園大学定年退職・同名誉教授。同大学院法学研究科非常勤講師
- この他、北海学園大学教養部長、同学生部長、同就職部長なども務めた
- 1990年～1992年 オックスフォード大学日産日本研究所客員研究員も務める

## 研究対象
思想史学としての福沢諭吉研究のみならず、政治思想における女性及び家族の位置付けや政治理論も研究。

## 著書

### 単著
- 『福沢諭吉――文明と社会構想』（創文社、2000年）
- 『トマス・ホッブスの母権論――国家の権力　家庭の権力』（法政大学出版局、2017年）
- 『女性差別はどう作られてきたか』（集英社新書、2021年）

### 編纂
- 『福沢諭吉家族論集』（岩波文庫、1999年）

### 翻訳
- キャロル・ペイトマン『社会契約と性契約――近代国家はいかに成立したのか』岩波書店、2017年